# Roger Hegi
Roger Hegi (Zürich, 28 februari 1956) is een Zwitsers voormalig voetballer en voetbalcoach die speelde als middenvelder.

## Carrière
Hegi startte in de jeugd van FC Aarau en maakte zijn debuut bij de club in 1974, hij speelde bij de club tot in 1984. Hij werd in 1977 gedurende een korte periode uitgeleend aan Young Fellows. In 1984 maakte hij de overstap naar FC Luzern waar hij zou spelen tot in 1986. In 1986 maakte hij de overstap naar FC St. Gallen waar hij vier jaar speelde. Van 1990 tot 1996 speelde hij voor FC Gossau.
Hij werd in 1996 coach van FC St. Gallen waar hij twee jaar coach was. Hij was daarna kort coach van Grasshopper Club Zurich voordat hij van 2002 tot 2003 algemeen directeur was bij FC Basel. Hij was van 2006 tot 2007 bestuurder bij FC Luzern. Hij keerde eenmaal terug als coach van BSC Old Boys Basel van 2012 tot 2015.
Hij is tevens sinds 2009 de coach van FC Nationalrat die Europees kampioen werden bij Europarlementariërs. Hij is sinds 2004 directeur van de Sport-Toto-Gesellschaft. Hij studeerde in 1981 af in de rechten aan de Universiteit Zürich, van 1989 tot 2001 was hij actief als advocaat.